# Juan Pablo Queraltó
Juan Pablo Queraltó Aránguiz (Rancagua, 6 de julio de 1984) es un periodista y presentador de televisión chileno.

## Biografía
Nacido en Rancagua, estudió en el colegio Rancagua College. Cuando joven quería estudiar odontología, pero el puntaje para acceder no le alcanzó.Finalmente, a los 17 años emigró a una pensión en Santiago para estudiar periodismo en la Uniacc, donde realizó su primer programa, uno para su propia universidad. Luego fue productor periodístico del programa de conversación Sábado por la noche, que era producido en ese entonces por esa casa de estudios.
Juan Pablo mostró interés por la farándula y el periodismo del corazón. Trabajó en el programa radial SQP Radio y en 2008 llegó como panelista a SQP, uno de los programas emblemáticos del género. Ahí participó con una variopinta de panelistas como Cristián Sánchez, Ignacio Gutiérrez, la actriz Francisca Merino, el humorista Felipe Avello y el comentarista de cine Ítalo Passalacqua. 
En diciembre de 2015, se anuncia la renuncia de Queraltó a Chilevisión para sumarse al matinal de Canal 13, Bienvenidos.
A fines de 2017, su contrato en Canal 13 no fue renovado, por lo que fue desvinculado de la señal tras dos años. En febrero de 2018 se confirmó su retorno a Chilevisión, como participante del matinal La mañana.
En 2022 asumió la conducción de la franquicia El último pasajero. En 2023 conduce Espiando la casa de Gran hermano, programa de trasnoche emitido durante el día viernes, donde se ve y comenta la fiesta que ocurre ese día en la casa y temas relacionados al reality junto a un panel.
Además de los programas de entretenimiento, Juan Pablo también ha cubierto eventos deportivos como los Juegos Panamericanos de Santiago 2023.

## Vida personal
En 2017 se casó con la cantante Francisca Sfeir, hija del excandidato presidencial Alfredo Sfeir, con quien lleva más de 9 años de relación y tienen dos hijos, Amador y Clemente.

## Filmografía
| Año                 | Programa                       | Rol                   | Canal       |
| ------------------- | ------------------------------ | --------------------- | ----------- |
| 2008-2015           | SQP                            | Panelista             | Chilevisión |
| 2011-2013, 2018     | Primer plano                   | Panelista             | Chilevisión |
| 2012                | Fiebre de baile                | Conductor backstage   | Chilevisión |
| 2013                | Killer Karaoke                 | Participante          | Chilevisión |
| 2015                | Sin vergüenza                  | Presentador           | Chilevisión |
| 2015, 2018-presente | Sabingo                        | Presentador           | Chilevisión |
| 2016-2018           | Bienvenidos                    | Panelista             | Canal 13    |
| 2016                | Vértigo                        | Invitado              | Canal 13    |
| 2016                | Bailando                       | Participante          | Canal 13    |
| 2017                | La divina comida               | Participante          | Chilevisión |
| 2018-2019           | La mañana                      | Periodista en terreno | Chilevisión |
| 2019-2023           | Contigo en la mañana           | Periodista en terreno | Chilevisión |
| 2018                | Pasapalabra                    | Invitado              | Chilevisión |
| 2020                | Oye al chef                    | Participante          | Chilevisión |
| 2022                | Pero con respeto               | Invitado              | Chilevisión |
| 2022                | El último pasajero             | Presentador           | Chilevisión |
| 2023                | Podemos hablar                 | Invitado              | Chilevisión |
| 2023                | Terapia de hogar               | Presentador           | Chilevisión |
| 2023                | A orillas del camino           | Presentador           | Chilevisión |
| 2023                | China en tu casa               | Presentador           | Chilevisión |
| 2023                | Gran Hermano: Espiando la casa | Presentador           | Chilevisión |